# 午朝门街道
午朝门街道，是中华人民共和国河南省開封市龙亭区下辖的一个乡镇级行政单位。

## 行政区划
午朝门街道下辖以下地区：
午朝门社区和文昌社区。